# Radetzky (Schiff, 1954)
Die Radetzky (bulgarisch: „Радецки“) ist ein Seitenraddampfer und Museumsschiff im nordbulgarischen Kosloduj an der Donau. Sie wurde 1954 als Schleppdampfer Plovdiv gebaut und 1966 zum Museumsschiff umgebaut, das an die historische Radetzky von 1851 erinnert.

## HistorischeRadetzkyund ihre Bedeutung
Die Radetzky war ein 1851 gebautes Passagierschiff. Am 17. Mai 1876 entführte Christo Botew mit rund 200 Gefährten die Radetzky von Rumänien nach Kosloduj, um  gegen das osmanische Reich zu kämpfen.

## SchleppdampferPlovdivals Basis des Nachbaus
Für den Nachbau der historischen Radetzky wurde der Schleppdampfer Plovdiv ausgewählt. Er wurde 1954 ebenfalls auf der Budapester Schiffswerft Óbuda gebaut und gehörte zur sowjetischen Schiffsklasse Projekt 732, die in Ungarn als OBH-Bakony-Klasse bezeichnet wurde. Von ihr wurden zwischen 1947 und 1957 mindestens 33 Einheiten gebaut, die vor allem in die Sowjetunion exportiert wurden. Einzelne Schiffe gingen auch nach Bulgarien und Rumänien oder blieben in Ungarn.
Das Schiff ist 57,90 Meter lang und über die Radkästen 17,50 Meter breit. Der Tiefgang beträgt 2,60 Meter. Angetrieben wurde das Schiff von einer Dampfmaschine, die 400 PS leistete. Ihren Namen erhielt das Schleppschiff nach der zweitgrößten Stadt Bulgariens Plowdiw. Betrieben wurde die Plovdiv von der Reederei Bulgarische Staatliche Flussschifffahrt (BRP-Rousse). Aus dieser Schiffsklasse ist neben der früheren Plovdiv heute noch die Neszmély (ex Bakony) als Museumsschiff in Ungarn erhalten.

## MuseumsschiffRadetzky
Aus Anlass des 90. Jahrestag der historischen Ereignisse von 1876 wurden auf Initiative der Journalistin Lilyana Lozanova Spenden gesammelt, um die historische Radetzky von 1851 anhand der Originalpläne zu rekonstruieren.
Auf der Schiffswerft Russe wurde der Schleppdampfer von 1964 bis 1966 zum Passagierschiff umgebaut und in Anlehnung an das historische Vorbild gestaltet. Dazu wurden alte Pläne, Zeichnungen und Fotos herangezogen, aber auch neue Passagiersalons hinzugefügt. Einzelne Überbleibsel des alten Schiffes wurden in die Ausstellung an Bord des Schiffes integriert, die das Leben von Christo Botew in den Mittelpunkt stellt.
Am 30. Mai 1966 kam das Schiff in Kozloduy an und fuhr zu den offiziellen Botew-Feierlichkeiten nach Budapest und Wien. Im Anschluss daran wurde sie auch für Kreuzfahrten der jungen Pioniere genutzt und war im Sommerhalbjahr regelmäßig zu Ausflugsfahrten auf der Donau unterwegs. Die Radetzky wurde bald in die 100 nationalen Touristenattraktionen Bulgariens aufgenommen und hat seit 1982 den Rang eines Nationalmuseums. Zwischen 1988 und 1993 wurde die Radetzky umfassend erneuert und die Dampfmaschinen durch zwei Dieselmotoren ersetzt. Seit 2004 ist das Schiff eine Außenstelle des bulgarischen Nationalmuseums in Sofia.